# چیراکس
چیراکس (نام علمی: Cherax) نام یک سرده از زیرراسته شنارویان‌داران است.